# Tenzingpriset
Tenzingpriset är ett svenskt pris som instiftades 2009 för att belöna vägledare som gjort en stor prestation möjlig. Inspiration till priset är sherpan Tenzing Norgay, som tillsammans med Edmund Hillary var först i världen att nå toppen på Mount Everest 1953.
Priset instiftades av företaget Tenzing AB. Prissumman är 100 000 kronor och delas ut i november varje år. Pristagaren utses av Tenzingprisets jury.
Juryn består av Karl-Johan Persson, VD och koncernchef H&M, Angeles Bermudez Svankvist, tidigare Generaldirektör Arbetsförmedlingen, Renata Chlumska, inspiratör och bergsklättrare, Maria Abrahamsson, riksdagsledamot och journalist, Johan Skoglund, VD och koncernchef JM, och Tom Lindahl, VD och en av grundarna av Tenzing AB.
För att bli en pristagare av Tenzingpriset ska personen representera en händelse eller fenomen känt av samhället och vara en förebild för andra verksam i Norden. Liksom Tenzing Norgay är pristagaren ödmjuk, skapar personliga och respektfulla relationer med sin omgivning och leder sin uppdragsgivare till framgång.

## Pristagare
- 2009 – Pär Johansson, ledare av Glada Hudikteatern.[3]
- 2010 – Kaj Mickos, professor emeritus i innovationsteknik.
- 2011 – Ludvig Strigeus, IT-arkitekt bakom Spotify. Priset delades ut den 23 november 2011.[4][5]
- 2012 – Gillis Lundgren, idégivare till Ikeas platta paket samt skaparen av bokhyllan Billy.[6]
- 2013 – Agentfirman Planthaber/Kildén/Mandic, Agenterna bakom toppskiktet av skådespelare, manusförfattare och regissörer i Sverige, Norge och Danmark.